# 触礁
触礁指船在行驶时触到暗礁，轻微碰撞会导致船体凹陷或卡住无法继续航行，严重则导致船体破损或燃油泄漏。从而引发沉船事故和环境污染。

## 触礁事故列表

### 日本若潮号触礁漏油事故
2020年7月25日20时许，在印度洋岛国毛里求斯以南海上发生的触礁导致漏油的事故。

### 歌诗达协和号触礁事故
2012年1月13日 在意大利海岸触礁导致部分沉没的事件。当时该船有4232名乘客，其中至少有32人死亡，包括4名乘客和一名船员

### 深能一号触礁事故
2010年4月3日晚，中国运煤船“深能一号”在离澳大利亚东海岸70公里处撞上了海底的珊瑚礁，导致搁浅并发生少量漏油。

### 希腊萨米纳特号沉船事故
希腊萨米纳特号载有510名乘客，26日晚在爱琴海帕罗斯岛附近触礁后沉没。截止2000年09月29日，已有59人死亡，几十人失踪，死难者中包括几名儿童。这是近30年来希腊发生的最为严重的海难事件。

### 跃进号货轮触礁事件
1963年4月30日，跃进号展开首次国际远洋运输，此次远洋目的之一即为开辟中日海运航线。载著1.3万吨玉米从青岛港前往日本名古屋西港。5月1日中午，“跃进号”触礁沉没在苏岩礁。

### 托利卡尼翁号触礁事故
1967年3月18日，利比里亚籍超级油轮“托利卡尼翁”号（Torrey Canyon）在英国康沃尔郡锡利群岛附近海域触礁搁浅，断为两截后沉入海底，泄漏了3800万加仑（约合12.3万吨）的原油。

### 大堡礁事件
1970年3月3日，赖比瑞亚籍油轮Oceanic Grandeur号运载 55,000 吨苏门答腊原油由印尼杜迈驶往澳洲布里斯班途中于托雷斯海峡附近触礁，8座油槽破裂、4座進水，約1100 吨原油和柴油外洩。次年，防止海洋石油污染国际公约依此事件进行第三次修订（OILPOL 71），扩大禁区范围以保护大堡礁。